# Franz Hänsel
Franz Hänsel (Troppau, 23 febbraio 1897 – Arezzo, 13 agosto 1942) è stato un allenatore di calcio e calciatore austriaco.
Durante il Fascismo il suo nome venne italianizzato in Francesco.

## Carriera
Allenò in Serie A Torino, Alessandria e Livorno.

## Palmarès

### Allenatore

#### Competizioni regionali
- Campionato italiano di terza divisione: 1

Forlì: 1926-1927
- Seconda Divisione: 1

Forlì: 1927-1928

#### Competizioni nazionali
- Prima Divisione: 2

Forlì: 1930-1931, 1931-1932